# Rhyncomya divisa
Rhyncomya divisa är en tvåvingeart som först beskrevs av Walker 1856.  Rhyncomya divisa ingår i släktet Rhyncomya och familjen Rhiniidae. Inga underarter finns listade i Catalogue of Life.